# 장간구

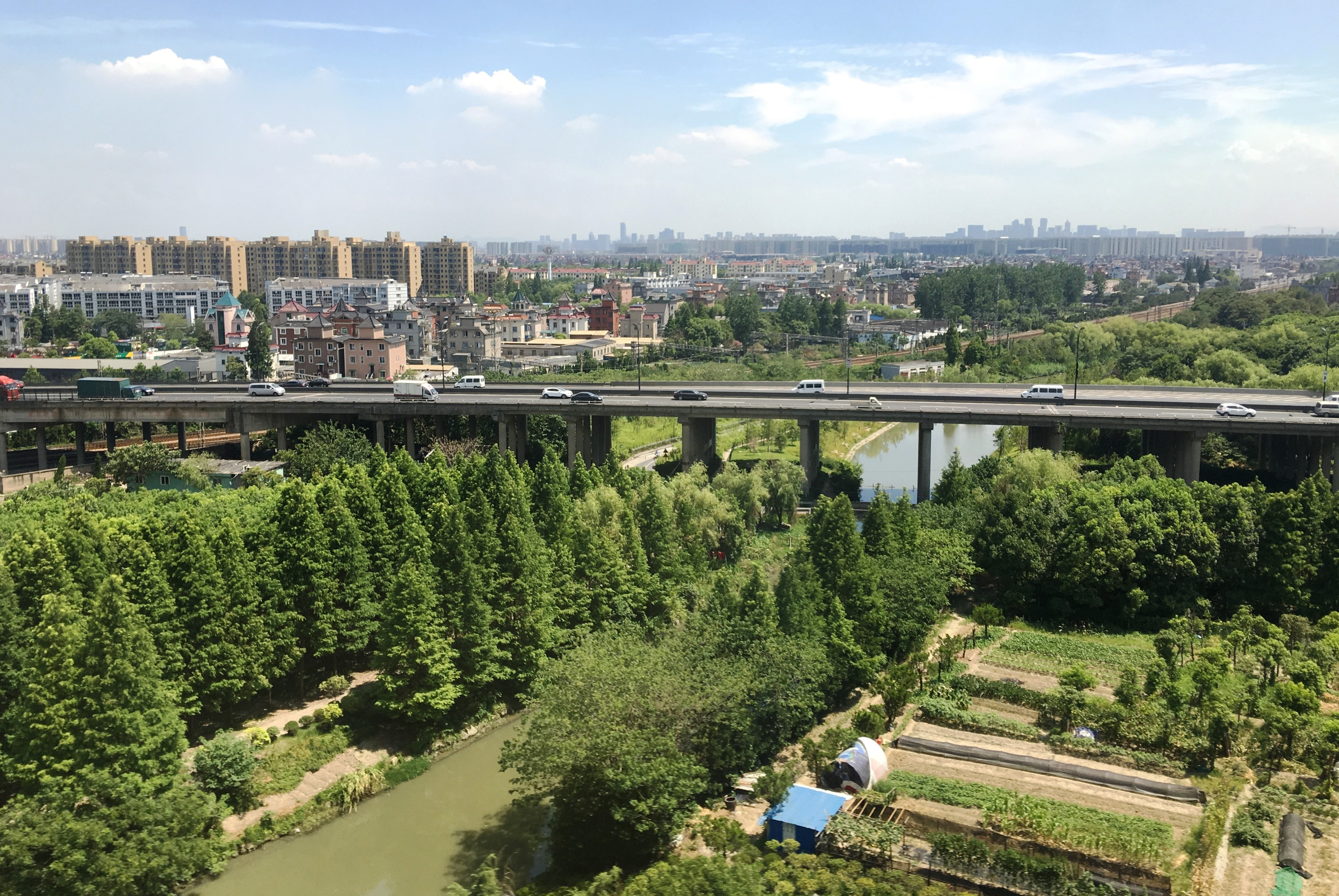

장간구(한국어: 강간구, 중국어: 江干区, 병음: Jiānggān Qū)는 중화인민공화국 저장성 항저우시의 현급 행정구역이다. 넓이는 210km2이고, 인구는 2007년 기준으로 440,000명이다.

## 행정 구역
6개 가도, 4개 진을 관할한다.
- 가도: 凯旋街道, 采荷街道, 闸弄口街道, 四季青街道, 白杨街道, 下沙街道.
- 진: 笕桥镇, 彭埠镇, 丁桥镇, 九堡镇.